# Алфа Ромео 75
Алфа Ромео 75 е седан с 4 врати, произвеждан от Алфа Ромео в средата на 80-те.

## История
Алфа Ромео 75 е наследник на втората генерация на Алфа Ромео Джулиет. Автомобилът започва да проправя новия път на марката. Дизайнът е съвсем новаторски. Проектът на автомобила е дело на Ермано Кресони. За разлика от предшественика си Алфа 75 залага на аеродинамичен дизайн. Първият завършен прототип е изработен през 1984. За производство на модела се отрежда модернизираният завод в арезе. Специално за производството на модела в Арезе се въвеждат нови роботизирани технологии за производство. Моделът използва техника от Алфа Ромео Алфетта и спортния автомобил Алфа 159.

## Производствена гама
- Алфа Ромео 75 1.6
- Алфа Ромео 75 1.8
- Алфа Ромео 75 Еволюционе
- Алфа Ромео 75 2.0
- Алфа Ромео 75 2.5 V6 Куадрофолио Верде
- Алфа Ромео 75 3.0

## Производство
От 1985 до 1993 са произведени общо 375.257 автомобила.